# 安博谷
安博谷（英語：Amber Valley），是加拿大亞伯達省阿薩巴斯卡縣轄下的一個非政府編制村落，位在亞伯達省首府艾德蒙頓北方100哩處。海拔1,995英尺。

## 歷史
1909年，一群由帕森·H·斯尼德率領的非裔美國人在阿薩巴斯卡河附近定居。最初幾年的生活十分困難，他們必須開拓荒地、建造房舍。這裡的氣候與奧克拉荷馬州截然不同，冬季十分嚴酷。
鎮中第一座學校建於1913年，教堂建於1914年。安博谷擁有北亞伯達地區最著名的棒球隊，也是1930年代前最大的黑人聚居地。

## 外部連結
- 阿薩巴斯卡縣 （页面存档备份，存于）